# 1-ميثيل حلقي البروبين
1-ميثيل حلقي البروبين هو مركب عضوي صيغته C4H6، وهو المشتق الميثيلي لحلقي البروبين، ويوجد في الشروط القياسية على شكل غاز عديم اللون.

## التحضير
يحضر المركب من تفاعل كلوريد ميثيل الأليل مع فينيل الليثيوم. كما يمكن أن تتم عملية التحضير من تفاعل كلوريد الميثأكريلويل مع أميد الصوديوم في وسط من الأمونيا السائلة؛ كما يمكن استخدام كلوريد الميثأليل أيضاً للحصول على المركب وفق الأسلوب ذاته.

## الخواص
يوجد المركب في الشروط القياسية على شكل غاز عديم اللون.

## الاستخدامات
يستخدم 1-ميثيل حلقي البروبين هرموناً نباتياً صناعياً، وذلك من أجل إبطاء عملية النضج في الفاكهة، وللمحافظة على نضارة الأزهار المقطوفة. يعود السبب في ذلك لأن 1-ميثيل حلقي البروبين يقوم بتثبيط مستقبلات الإيثيلين بالارتباط الوثيق بها، بسبب التشابه البنيوي بين هذا المركب والإيثيلين، مما يعيق الأخير من أداء دوره الهرموني النباتي.

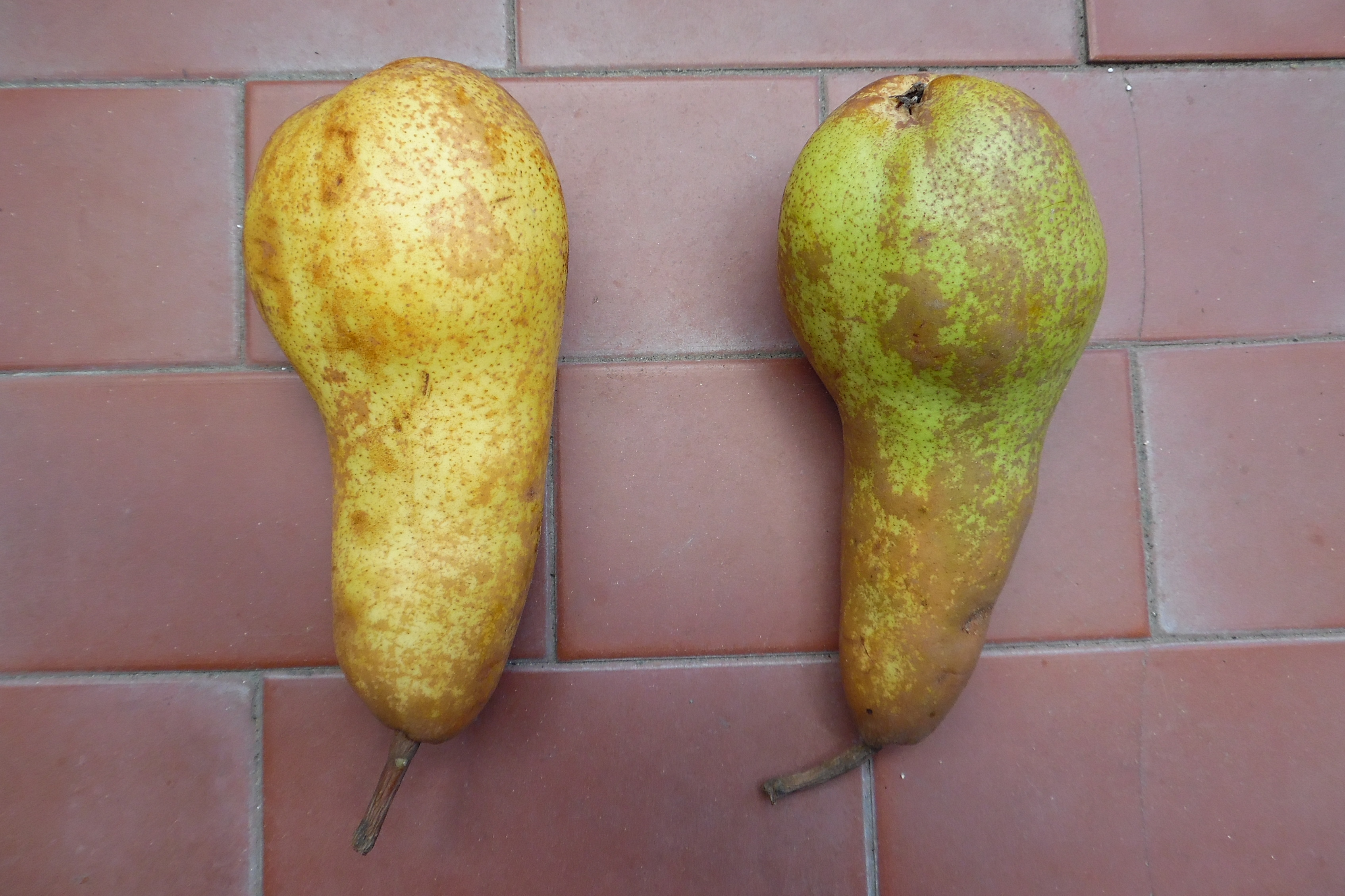
حبتا إجاص من نفس العمر، اليمنى منهما معالجة بمركب 1-ميثيل حلقي البروبين، أما اليسرى فهي بدون معالجة ولذلك تبدو عليها آثار النضج.